# Legends Tour 2006
De Legends Tour 2006 was het zevende seizoen van de Legends Tour. Er stonden vier toernooien op de kalender.

## Kalender
| Datum | Datum | Toernooi                                   | Stad                   | Winnaar                          | Score | Score | Info                                   |
| ----- | ----- | ------------------------------------------ | ---------------------- | -------------------------------- | ----- | ----- | -------------------------------------- |
| 14-04 | 16-04 | World Ladies Senior Golf Open Championship | Gotemba, Japan         | Patty Sheehan                    | 140   | –4    |                                        |
| 24-06 | 25-06 | HyVee Classic                              | Des Moines, Iowa       | Martha Nause                     | 137   | –7    |                                        |
| 04-08 | 06-08 | BJ's Charity Championship                  | Quincy, Massachusetts  | Christa Johnson & Nancy Scranton | –23   | –23   | Teamcompetitie                         |
| 15-12 | 17-12 | Handa Cup                                  | St. Augustine, Florida | Team USA                         | 27-11 | 27-11 | Verliezer: World Team (landcompetitie) |

2000 ·
2001 ·
2002 ·
2003 ·
2004 ·
2005 ·
2006 ·
2007 ·
2008 ·
2009 ·
2010 ·
2011 ·
2012 ·
2013 ·
2014 ·
2015